# Racket
Racket — мова програмування загального призначення, що базується на мові Scheme і належить до сімейства мов Lisp. Хоча Racket бере за основу мову Scheme і підтримує виконання програм R5RS та R6RS Scheme, мова Racket має свої розширення і відмінності і підтримує різні парадигми програмування. Однією з особливостей Racket є можливість створення на її основі спеціалізованих мов зі своїм спеціалізованим синтаксисом без потреби використання якихось зовнішніх інструментів на кшталт препроцесорів. Також мова має систему модулів та можливість об'єктно-орієнтованого програмування.
Racket використовує динамічну типізацію,  але підтримує також варіант мови Typed Racket з статичною перевіркою типів.
Racket була початково створена для використання у педагогічних цілях, але згодом розвинулася у мову загального призначення. Racket виконується у віртуальній машині, яка інтерпретує байт-код, який, своєю чергою, компілюється в машинний код з допомогою JIT-компіляції. До 2010 мова називалася PLT Scheme. Racket також має інтегроване середовище розробки під назвою DrRacket, що має низку функцій, створених спеціально для тих, хто навчається програмуванню.

## Приклади
Простий код де оголошується функція add та змінна x:
```
#lang 
racket/base

(
define
 
x
 
10
)

(
define
 
(
add
 
a
 
b
)

  
(
+
 
a
 
b
))

(
display
 
(
add
 
x
 
2
))

```